# 헨리 아놀드
헨리 할리 아놀드(Henry Harley "Hap" Arnold, 1886년 6월 25일 - 1950년 1월 15일)는 미국의 군인이다. 최종 계급은 육군 원수와 공군 원수였으며, ‘미국 공군의 아버지’로 불린다.

## 생애
1886년 6월 25일 미국 펜실베이니아주 글래드와인에서 태어났다. 1903년 육군 사관학교에 입학했고, 재학 중인 1907년에 웨스트포인트에 있을 때부터 해피(happy)에서 유래한 ‘햅’(Hap)이라는 애칭으로 불렸다. 기병과를 지망했지만 성적이 모자라 1907년에 학교를 졸업했을 때, 보병 소위로 임관했다.
이후 2년간 필리핀에서 제29 보병 부대에 배속된다. 1909년 귀국하여 신호병 부대에 배속되었다. 1911년 4월 라이트 복엽 비행기의 비행 훈련을 받기 위해 오하이오주 데이턴으로 귀국한다. 아놀드는 라이트 형제로부터 2개월 간 지도를 받았다. 1911년 6월 아놀드는 초창기 비행 조종사 중 한 명이 되었다. 1912년에는 육군 조종사 자격을 취득했고, 육군 조종사 제1호가 되었다. 아놀드가 파일럿의 길을 간 것은 기병과로 전속 신청이 기각되었고, 어떻게든 보병을 벗어나기 위해서였다.
그 후, 메릴랜드주 칼리지파크의 신호대 항공 학교 비행 교관으로 부임한다. 이후 학교는 조지아주 오거스타로 이동한다. 1912년 4월 아놀드는 칼리지파크에 비행 임무를 위해 돌아온다. 1912년 6월 1일, 아놀드는 버지스 라이트 비행기를 조종하여 고도 6540피트의 신기록을 수립한다. 또한 뉴욕과 코네티컷의 공중 연습에 참가하여 다양한 기록을 남겼다. 1912년 10월 9일 맥키 트로피를 수상했다. 1912년 7월 비행 사고를 당했다. 11월 육군 통신 부장 부관으로 부임했다.